# Thành ủy Thượng Hải
Ủy ban Thành phố Thượng Hải Đảng Cộng sản Trung Quốc (giản thể: 中国共产党上海市委员会; phồn thể: 中國共產黨上海市委員會; bính âm: Zhōngguó Gòngchǎndǎng Shànghǎishì Wěiyuánhuì, Trung Quốc Cộng sản Đảng Thượng Hải thị Ủy viên Hội), gọi tắt Thành ủy Thượng Hải, là cơ quan lãnh đạo Đảng Cộng sản Trung Quốc tại thành phố Thượng Hải, do Đại hội Đại biểu Thành phố Thượng Hải Đảng Cộng sản Trung Quốc bầu ra, có nhiệm kỳ giữa 2 kỳ Đại hội. Căn cứ Điều lệ Đảng Cộng sản Trung Quốc, giới hạn Ủy viên Thành ủy do Ủy ban Trung ương Đảng Cộng sản Trung Quốc quy định. Thành ủy Thượng Hải gồm các Ủy viên Thành ủy là các lãnh đạo Chính phủ Nhân dân Thành phố Thượng Hải và các cơ quan cấp thành phố, lãnh đạo Khu ủy, huyện ủy và Chính phủ Nhân dân, lãnh đạo Giải phóng Quân Nhân dân và Cảnh bị Khu Thượng Hải và các đoàn thể chủ yếu phụ trách. 
Bí thư Thành ủy hiện nay do Ủy viên Bộ Chính trị Trần Cát Ninh đảm nhiệm.

## Lãnh đạo các thời kỳ
(Được tính từ khi thành lập Cộng hòa Nhân dân Trung Hoa)
| Họ tên                            | Chân dung | Nhiệm kỳ        | Chức vụ                                             | Chức vụ cao nhất | Ghi chú, Các chức vụ khác |
| --------------------------------- | --------- | --------------- | --------------------------------------------------- | --- | --- |
| Nhiêu Thấu Thạch                  |           | 1949-1950       |                                                     | | Kiêm nhiệm Bí thư thứ nhất Cục Đông Hoa Trung ương Trung Cộng |
| Nguyên soái Trần Nghị             |           | 1950-1954       |                                                     | | Kiêm nhiệm thị trưởng Thượng Hải |
| Kha Khánh Thi                     |           | 1954-1965       |                                                     | | Từ tháng 1/1965, kiêm nhiệm Phó Tổng lý Quốc vụ viện |
| Trần Phi Hiển                     |           | 1965-1966       |                                                     | | |
| Trương Xuân Kiều                  |           | 1971-1976       |                                                     | | Ủy viên Thường vụ Bộ Chính trị 1973-1976, Phó Thủ tướng Quốc vụ viện（1975-1976), |
| Hải quân Thượng tướng Tô Chấn Hoa |           | 1976-1979       |                                                     | | Kiêm nhiệm Ủy viên chính trị thứ nhất Hải Quân Quân Giải phóng Nhân dân Trung Quốc |
| Bành Xung                         |           | 1979-1980       |                                                     | | |
| Trần Quốc Đống                    |           | 1980-1985       |                                                     | | |
| Nhuế Hạnh Văn                     |           | 1985-1987       |                                                     | | |
| Giang Trạch Dân                   |           | 1987-1989       | Ủy viênBộ Chính trị, Bí thư Thành ủy                | Tổng Bí thư (1989-2002), Chủ tịch nước (1993-2003), Chủ tịch Quân ủy Trung ương (1989-2004)                         | 9. Bộ trưởng Bộ Công nghiệp điện tử, Thị trưởng Thượng Hải. |
| Chu Dung Cơ                       |           | 1989-1991       | Ủy viênBộ Chính trị, Bí thư Thành ủy                | Ủy viên Ban Thường vụ Bộ Chính trị khóa 14, 15, Tổng lý Quốc vụ viện (1997-2002)                                    | Phó Tổng lý thứ nhất Quốc vụ viện |
| Ngô Bang Quốc                     |           | 1991-1994       | Ủy viênBộ Chính trị, Bí thư Thành ủy                | Ủy viên Ban Thường vụ Bộ Chính trị khóa 16, 17, Ủy viên trưởng Ủy ban Thường vụ Đại hội Đại biểu Nhân dân Toàn quốc | Phó Tổng lý thứ nhất Quốc vụ viện |
| Hoàng Cúc                         |           | 1994-2002       | Ủy viên Bộ Chính trị, Bí thư Thành ủy               | Ủy viên Ban Thường vụ Bộ Chính trị khóa 16, Phó Tổng lý thứ nhất Quốc vụ viện                                       | |
| Trần Lương Vũ                     |           | 2002-2006       | Ủy viên Bộ Chính trị khóa 16, Thị trưởng Thượng Hải | | Tháng 9/2006 bị miễn chức vì lạm dụng chức vụ và nhận hối lộ, tháng 7/2007 tước Đảng tịch, tháng 4/2008 bị kết án 18 năm tù. |
| Hàn Chính                         |           | 9/2006-3/2007   | Quyền Bí thư Thành ủy Thượng Hải                    | | |
| Tập Cận Bình                      |           | 3/2007-10/2007  | Ủy viên Trung ương Đảng, Bí thư Thành ủy            | Tổng Bí thư, Chủ tịch nước, Chủ tịch Quân ủy Trung ương                                                             | Tỉnh trưởng Phúc Kiến, Ủy viên Thường vụ Tỉnh ủy Phúc Kiến, Bí thư Thành ủy Phúc Châu, Phó Bí thư Tỉnh ủy Phúc Kiến, Bí thư Tỉnh ủy Chiết Giang, Ủy viên Thường vụ Bộ Chính trị, Bí thư Ban Bí thư, Phó Chủ tịch nước, Phó Chủ tịch Quân ủy Trung ương, Hiệu trưởng Trường Đảng Trung ương |
| Du Chính Thanh                    |           | 2007-2012       | Ủy viên Bộ Chính trị, Bí thư Thành ủy               | Ủy viên Ban Thường vụ Bộ Chính trị khóa 18; Chủ tịch Hội nghị Hiệp thương Chính trị Nhân dân Trung Quốc             | Ủy viên Bộ Chính trị khóa 16, 17, 18; Thị trưởng Thành phố Đài Yên, tỉnh Sơn Đông; Bí thư Thành ủy Thanh Đảo, tỉnh Sơn Đông; Trưởng Ban Xây dựng và Bí thư Tỉnh ủy Hồ Bắc |
| Hàn Chính                         |           | 11/2012-10/2017 | Ủy viên Bộ Chính trị, Bí thư Thành ủy               | Ủy viên Ban Thường vụ Bộ Chính trị khóa 19, Phó Thủ tướng thứ nhất Quốc vụ viện                                     | Ủy viên Bộ Chính trị khóa 18, Thị trưởng Thượng Hải từ 2003, tháng 9/2006-3/2007 là Quyền Bí thư Thành ủy Thượng Hải. |
| Lý Cường                          |           | 10/2017-10/2022 | Ủy viên Bộ Chính trị, Bí thư Thành ủy               | Ủy viên Ban Thường vụ Bộ Chính trị khóa 20, Tổng lý Quốc vụ viện                                                    | |
| Trần Cát Ninh                     |           | 10/2022-nay     | Ủy viên Bộ Chính trị, Bí thư Thành ủy               | | |

Nhận định
Kể từ sau khi Bí thư Thượng Hải Giang Trạch Dân vào Ban Thường vụ Bộ Chính trị và làm Tổng Bí thư năm 1989, thông lệ ngầm định rằng trong Ban Thường vụ Bộ Chính trị Đảng cộng sản Trung Quốc luôn luôn dành một ghế cho Bí thư Thượng Hải khóa trước chuyển lên, thông lệ này đã không gián đoạn qua các kỳ đại hội vào năm 1992, 1997, 2002, 2007, 2012, 2017, 2022. 
Là thành phố hiện đại nhất Trung Quốc, trung tâm tài chính quan trọng nhất nên Bí thư Thành ủy Thượng Hải là chức vụ tạo nền để các quan chức tiến xa hơn thậm chí vào đầu não trung tâm quyền lực cao nhất đất nước, chỉ chưa đầy 20 kể từ năm 1989 đã có: 2 Tổng Bí thư, Chủ tịch nước, 2 Ủy viên trưởng Nhân Đại Toàn Quốc, 2 Thủ tướng Quốc vụ viện, 1 Chủ tịch Chính hiệp, 1 Phó Chủ tịch nước, 2 Phó Thủ tướng thứ nhất xuất thân là lãnh đạo thành phố này một cách liên tục tạo nên một kỳ tích chưa từng có.

## Sự kiện trọng đại
- Năm 1966: Sự kiện An Đình, sự kiện Nhật báo Giải phóng, sự kiện bình lộ kiện Khang.
- Năm 1967: Một tháng bạo phong (phái phản động chiếm thành ủy lập công xã nhân dân Thượng Hải)
- Năm 2006: Sự kiện Trần Lương Vũ